# Gora Énderbitovaja
Gora Énderbitovaja är ett berg i Antarktis. Det ligger i Östantarktis. Australien gör anspråk på området. Toppen på Gora Énderbitovaja är 125 meter över havet.
Terrängen runt Gora Énderbitovaja är kuperad åt sydost, men åt nordväst är den platt. Havet är nära Gora Énderbitovaja åt nordväst.  Trakten är obefolkad. Det finns inga samhällen i närheten.